# Breites Wasser
Der See Breites Wasser ist ein Gewässer im Stadtgebiet von Osterholz-Scharmbeck in Niedersachsen im Teufelsmoor.
Der See und seine Umgebung bildeten das Naturschutzgebiet „Breites Wasser“ (Kennzeichen: NSG LÜ 53; Datum der Verordnung: 20. Februar 1981), das zwischen Worpswede und der Ortschaft Teufelsmoor lag. Das Naturschutzgebiet ging zum 3. Oktober 2019 in dem am 20. April 2017 ausgewiesenen Naturschutzgebiet „Hammeniederung“ auf.
Der See liegt am Zusammenfluss der Beek und der Hamme etwa 2 km flussaufwärts der Beek. Die zahlreichen Altarme der Bäche und kleine unregelmäßige Teiche mit moorigen Ufern, die sogenannten Blänken, bilden hier ein „feuchtes Dreieck“, welches durch die wechselnden Wasserstände ständig sein Gesicht ändert.
In diesem Gebiet brüten zahlreiche seltene Vögel und man findet auch eine Möwenkolonie. Im Herbst und Frühling machen zudem etliche Zugvögel hier Rast.
Für Wanderer sind vor einigen Jahren zahlreiche Wege angelegt worden.

## Hinweis
- Auskünfte z. B. zur Ökologie erteilt auch die Biologische Station Osterholz in Osterholz-Scharmbeck.[1]

## Bildergalerie

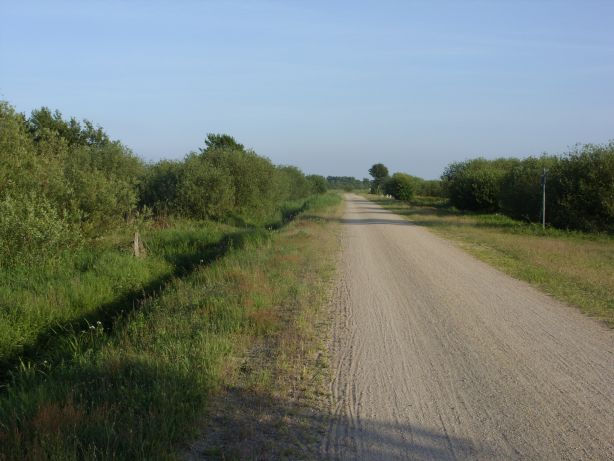
Wanderweg im Naturschutzgebiet
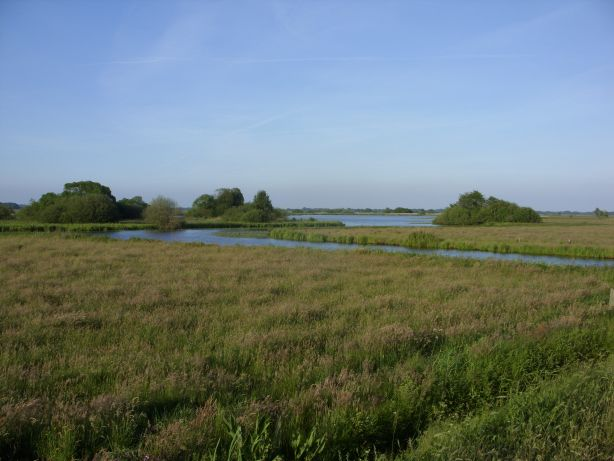
Landschaftsaspekt